# Pyrrosia nayariana
Pyrrosia nayariana là một loài dương xỉ trong họ Polypodiaceae. Loài này được Ching & P. Chandra mô tả khoa học đầu tiên năm 1964.
Danh pháp khoa học của loài này chưa được làm sáng tỏ. 